# Gilbert Rist
Gilbert Rist (16 de julho de 1938 - 15 de fevereiro de 2023) foi um professor suíço do Institut Universitaire d'Études du Développement ("Instituto    Universitário de Estudos de Desenvolvimento") em Genebra. Tornou-se mais conhecido por seu estudo inovador do conceito e prática do    desenvolvimento.

## Obras
- (com Marie-Dominique PERROT e Fabrizio SABELLI). La Mythologie    programmée, L’économie des croyances dans la société moderne, col.    "Economie en liberté", PUF, Paris, 1992.
- (com Majid Rahnema e Gustavo Esteva). Le Nord perdu, Repères pour  l’après-développement, col. "Forum du développement", Editions d’En Bas,  Lausanne, 1992.
- Le développement, Histoire d'une croyance occidentale, Presses de    Sciences Po, Paris, 1996.